# Turul

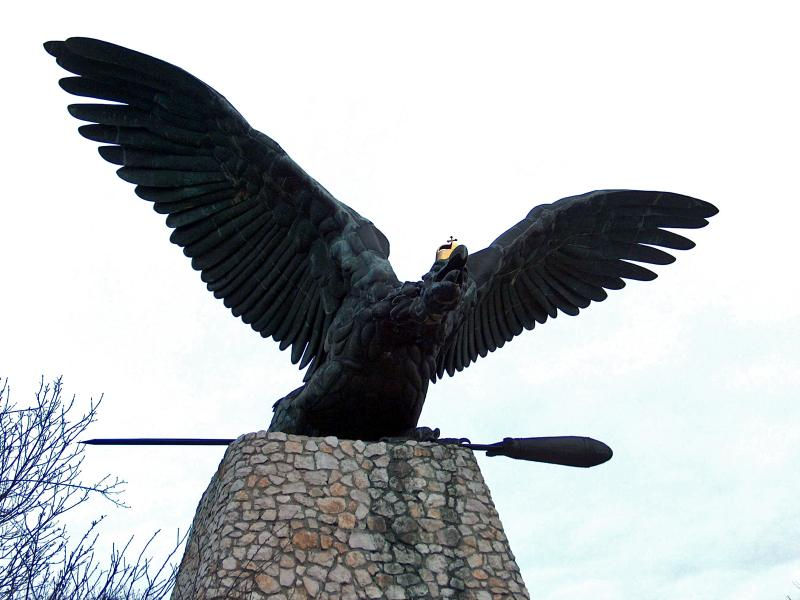
Socha turula v maďarském městě Tatabánya

Turul je maďarský mytologický tvor a státní symbol. „Důvod“ vpádu staromaďarských bojovníků na koních do Panonské kotliny, v čele s knížetem Arpádem (890–907), byl údajně motivován sledováním zbloudilého „turula“, altajského loveckého sokola neboli raroha velkého (altajského). Do střední Evropy se dostalo sokolnictví vpádem Hunů. Traduje se, že vůdce Attila (445–453) měl na svém štítu vyobrazeného právě sokola. Do Podunajské nížiny sokolnictví přinesly zrovna maďarské kmeny, které hledaly zalétlého raroha velkého. Není bez zajímavosti, že maďarští bojovníci měli na přilbách „rarotol“, pero z křídla raroha. Pověst říká, že před velmi velmi dlouhou dobou, když maďarské kmeny sídlily ještě daleko na východě, měla jejich princezna Emese sen, ve kterém se k ní do lože snesl ohromný dravec Turul a zmocnil se jí jako ženy. Ráno se Emese probudila a vyprávěla tento sen svému otci. O devět měsíců později se jí narodil syn, kterému dala jméno Álmos (z maď. álom - sen, álmos - chlapec pocházející ze sna). Bylo předpovězeno, že Álmos přivede svůj lid do nové vlasti, ale on sám ji prý nikdy nespatří. Jednoho dne Álmos uviděl na obloze svého otce Turula, letícího na západ. Zburcoval svůj lid a společně Turula následovali, až došli na úpatí Karpat, za kterými se rozkládala předpovězená nová vlast Maďarů. Na svazích Karpat Álmos umírá a vedení přebírá jeho syn Arpád, který své bojovníky i jejich ženy bezpečně převede na druhou stranu hor.

## Mytologické paralely
Otěhotnění princezny Emese nese stopy podobnosti s mytologií mariánskou. Álmos, který svůj lid přivede do nového domova, aniž jej sám může spatřit, připomíná Mojžíše, vedoucího kmeny izraelské do země zaslíbené.

## Výtvarné umění
Zpodobení Turula se vyskytuje již na špercích maďarských nomádských bojovníků raného středověku. Motiv Turula se stal velmi populárním v době maďarského nacionalizmu v 19. století. V této době vzniká největší zpodobení Turula, mohutná bronzová socha s rozepjatými křídly na vrcholu kopce v Tatabányi. Podobnou sochu lze spatřit i na Budíně, poblíže neobarokní brány vedoucí na nádvoří královského paláce. Také dravci zdobící Most svobody (Szabadság híd, bývalý Most Františka Josefa I.) nejsou habsburské orlice, jak se někdy návštěvníci Budapešti domnívají, ale mytický turul. Ohromný Turul býval i v areálu hradu Palanok v Mukačevu, po druhé světové válce byl odstraněn. Později zde byl opět obnoven, aby dne 26.10.2022, byl místě turula, instalován trojzubec.

## Galerie

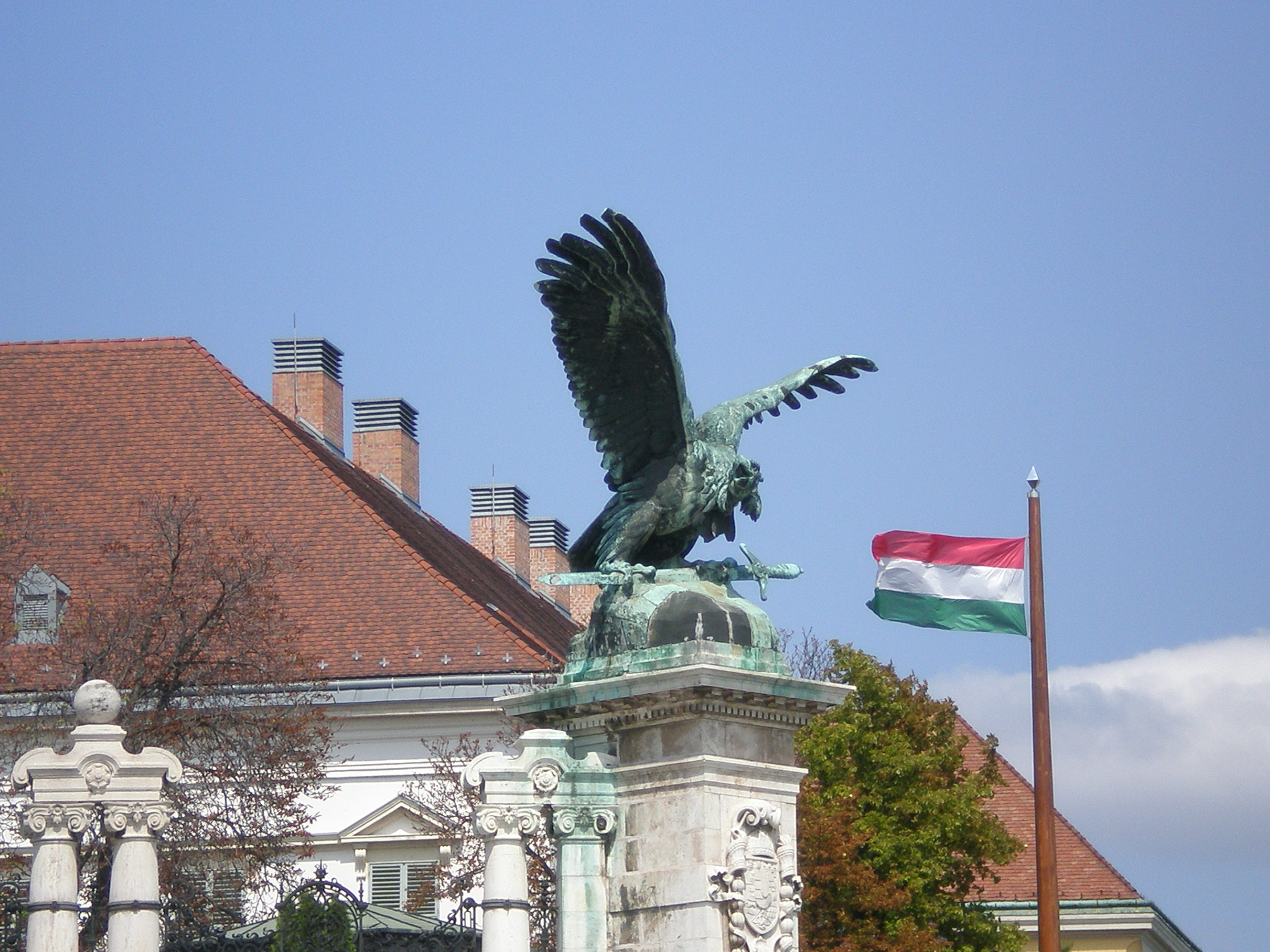
Turul a Maďarská vlajka
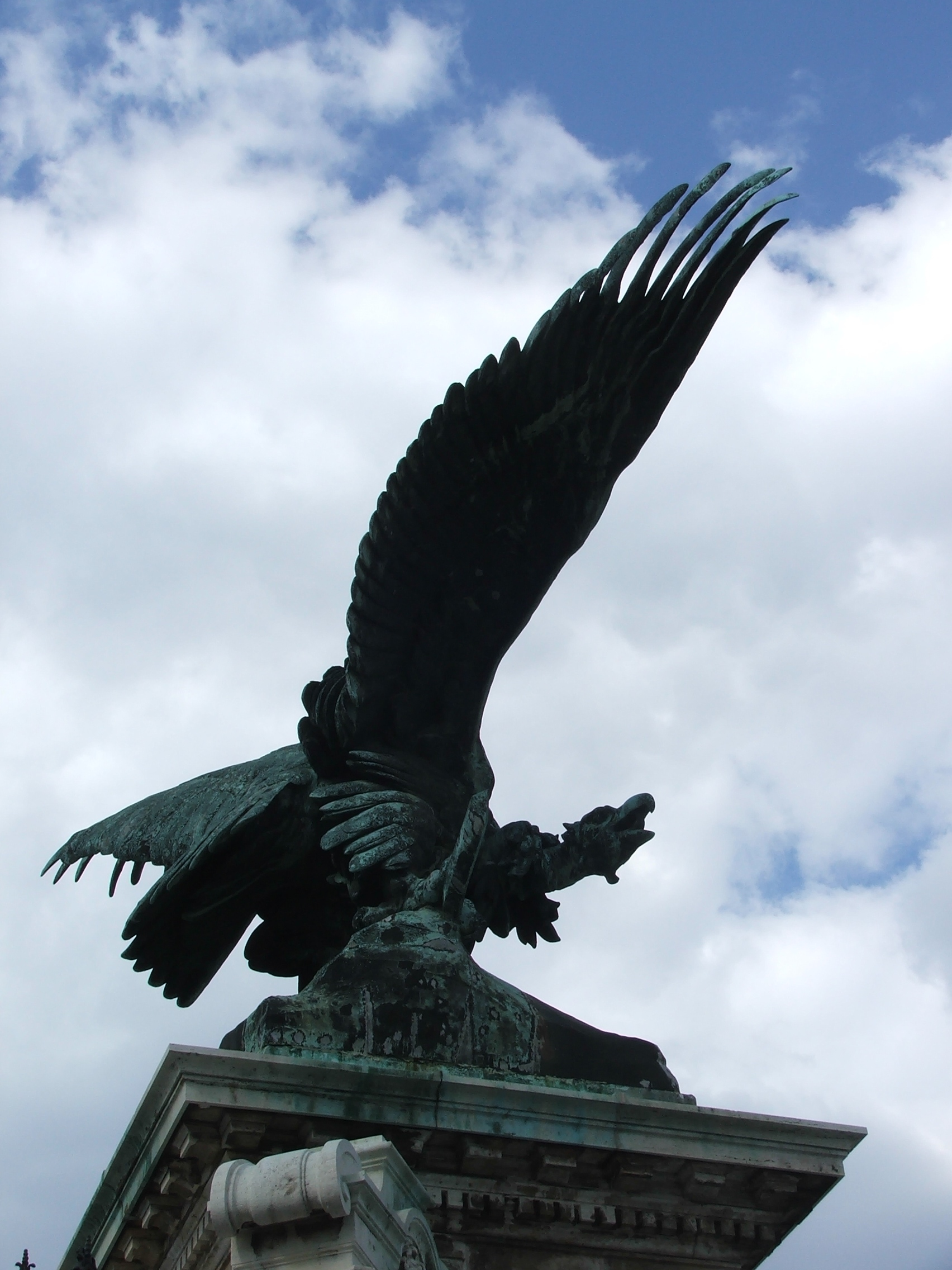
Budínský turul
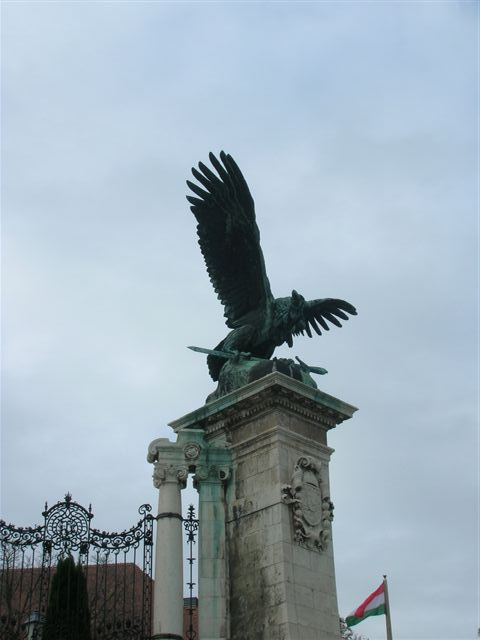
Turul v Budapešti
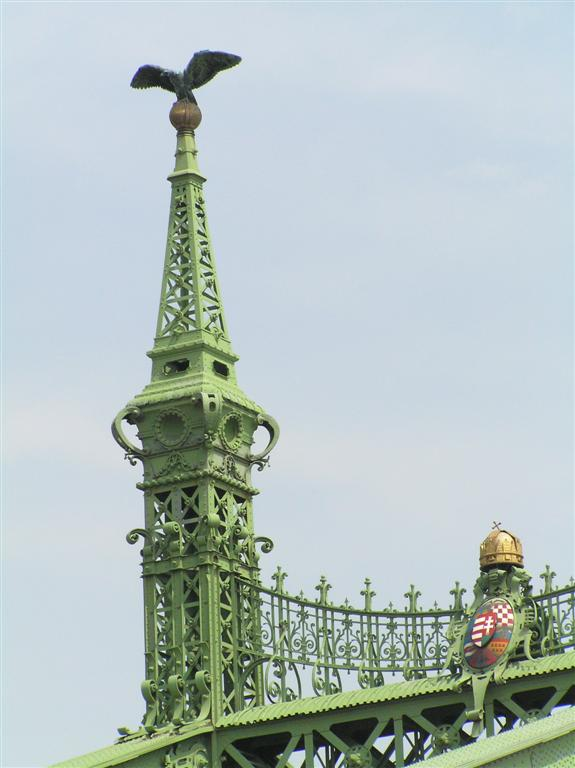
Turul na Szabadság híd